# Virgilio Noè
Virgilio Noè (Zelata di Bereguardo, 30 de marzo de 1922 - Roma, 24 de julio de 2011) fue un cardenal italiano.

## Biografía

### Primeros años y sacerdocio
Nacido en Zelata di Bereguardo, Lombardía, en 1922. 
Fue ordenado sacerdote el 1 de octubre de 1944.
Se desempeñó como Subsecretario de la Congregación para el Culto Divino y la Disciplina de los Sacramentos entre 1969 y 1975.
En 1970 fue nombrado Maestro de las Celebraciones Litúrgicas Pontificias por el papa Pablo VI. 

### Episcopado
Fue nombrado Subsecretario de la Congregación para el Culto Divino y la Disciplina de los Sacramentos en 1975, y el 30 de enero de 1982 secretario de este organismo. Ese mismo día, fue nombrado arzobispo titular de Voncaria. Mantuvo su cargo en la Congregación para el Culto Divino y la Disciplina de los Sacramentos hasta 1989.

### Cardenalato
Fue creado cardenal diácono de San Juan Bosco en Via Tuscolana, en el consistorio del 28 de junio de 1991 por el papa Juan Pablo II. Tres días más tarde, fue nombrado arcipreste de la Basílica Vaticana, vicario general de la Ciudad del Vaticano, y presidente de la Fábrica de San Pedro, en las que se mantendría hasta abril de 2002. Luego de haber servido diez años como cardenal diácono, tomó la opción de ser elevado al nivel de cardenal presbítero a partir del 26 de febrero de 2002.

### Muerte
Falleció el 24 de julio de 2011 a los 89 años de edad siendo vicario general emérito de Su Santidad para la Ciudad del Vaticano. 
El funeral tuvo lugar el 26 de julio en el Altar de la Cátedra de la Basílica de San Pedro. La liturgia fúnebre estuvo presidida por el cardenal Angelo Sodano, decano del Colegio Cardenalicio. El cuerpo fue luego sepultado en la capilla del Cabildo Vaticano en el Cementerio comunal monumental Campo Verano.